# Летающие кочевники
«Лета́ющие коче́вники» — коллективная фантастическая повесть-буриме двенадцати авторов, впервые опубликованная в 1968 году в ленинградском детском журнале «Костёр».

## Авторы повести
Вдвоём фантастику писать можно, знаем по собственному опыту. А втроем?.. А вдесятером?.. Одна голова — хорошо, две — лучше, а десять, наверно, ещё лучше? Правда, говорят, что у семи нянек дитя без глазу, но мы надеемся, что это не про нашу коллективную повесть.— А. и Б. Стругацкие. Предисловие к первой части «Летающих кочевников»
- Глава 1. Аркадий и Борис Стругацкие
- Глава 2. Ольга Ларионова
- Глава 3. Александр Шалимов
- Глава 4. Александр Мееров
- Глава 5. Владимир Дмитревский
- Глава 6. Аскольд Шейкин, Анатолий Томилин
- Глава 7. Виктор Невинский, Александр Шалимов
- Глава 8. Анатолий Томилин
- Эпилог. Геннадий Гор

## Сюжет
Повесть рассказывает о посещении Земли инопланетянами. Нестандартность сюжета заключается в том, что, в отличие от ситуации, давно ставшей в научной фантастике штампом, инопланетные пришельцы — не представители высокоразвитой цивилизации. Напротив, их культура весьма примитивна и соответствует приблизительно земному каменному веку. Тем не менее, они каким-то образом смогли построить средство для перемещения в космическом пространстве и путешествуют от планеты к планете. Впрочем, ни принцип действия их «космического корабля», ни их образ жизни и цели так и не были до конца поняты героями повести. В «Эпилоге» Геннадия Гора под своим именем выведен ботаник Борис Михайлович Козо-Полянский, один из создателей теории симбиогенеза.

## История создания
Авторы повести — девять известных советских фантастов и один литературовед Вл. Дмитревский, которые писали её, сменяя друг друга, главу за главой. Критик Роман Арбитман в своём «Субъективном словаре фантастики» называл характерной особенностью любого буриме отсутствие внятной концепции и свободу самовыражения, всегда выходящей за рамки замысла организаторов. «Каждому следующему участнику работать было труднее, чем предыдущему, а автор финальной главы должен был сильно исхитриться, чтобы как-то свести концы с концами». Ленинградские фантасты имели опыт создания подобных коллективных повестей для радио. По воспоминаниям писателя-фантаста Андрея Балабухи, работавшего над буриме в 1970-е годы, это было «разлюбезное сердцу занятие», так как предшественник старался всеми средствами загнать своего продолжателя в сюжетный тупик, а тот, в свою очередь, старался «подложить свинью покрупнее тому, кто окажется следующим». Неукоснительно соблюдались только два правила: «не укокошивать всех героев разом и не объявлять всего происходящего сном».
Первая глава, определяющая сквозной сюжет повести, была написана в 1963 году братьями Стругацкими как самостоятельный рассказ «Дикие викинги». При переписывании рассказа набело, в 1964 году авторы присвоили ему название «Первые люди на первом плоту» по строчке стихотворения Н. Гумилёва «Вы все, паладины Зелёного Храма…», входящего в цикл «Капитаны». Текст так и не был опубликован, поэтому в 1968 году пошёл в работу при реализации замысла романа-буриме. Под названием «Дикие викинги» этот рассказ печатался в 1990 году в альманахе научной фантастики «Гея», а под «гумилёвским» названием впервые вышел во втором дополнительном томе собрания сочинений Стругацких в 1993 году.

## Литературные особенности
Роман Арбитман отмечал, что изначально буриме располагалось вне жанровых пространств. Однако фантастические буриме в Советском Союзе создавались профессиональными литераторами с расчётом на публикацию в журнале. Цель публикации была сугубо прагматической: не столько развлечение игроков, сколько повышение тиражей и привлечение потенциальных подписчиков громкими именами. Принцип буриме (авторы не знают всего предыдущего текста) в этих условиях соблюдался далеко не всегда. При этом для профессионального писателя главную сложность составлял баланс между утерей собственной индивидуальности и сохранением логики повествования. Негативной особенностью жанра буриме являлось то, что литераторы, задействованные в проекте «не хотели и не могли стать командой». Соответственно, замысел «Летающих кочевников» Р. Арбитман назвал «обречённым», ибо «Дикие викинги» Стругацких были самодостаточны, и профессиональные ленинградские фантасты уже ничего не могли добавить к этой истории. «В результате опять вышел сумбур». Впрочем, критик Михаил Назаренко называл постфактум «Летающих кочевников» образцом советского буриме, утверждая, что именно заглавная новелла Стругацких обеспечила известность всему начинанию.
Жанр буриме был популярен в салонной культуре XIX века, затрагивая в том числе известных литераторов, так как игра требовала находчивости и версификаторского остроумия. Конкурс буриме в 1854 году организовал Александр Дюма, и в финале опубликовал произведения 350 участников. Литературовед Екатерина Исакова относила расцвет экспериментальных проектов по написанию буриме ко второй половине XX века (приводя в пример целый ряд текстов, от «Больших пожаров» до «Летающих кочевников»), не связывая их с появлением интерактивной литературы. Между этими жанрами немало общего в эстетике игры и принципаильной полиавторности, однако не совпадают ни механизм создания текста, ни метод выстраивания нарратива. В силу правил игры сюжет коллективного романа-буриме неизбежно линейный, так как необходимо передавать повествование от автора к автору, и задачей каждого последующего участника является продолжение и развитие фабулы, заданной предшественником или предшественниками. В коллективном романе искусственно создаётся ситуация эклектичного соединения идеостилей, присущих разным писателям, и данные тексты невозможно ограничить рамками одного жанра. Коллективный роман-буриме выступает как совокупность всех жанров. При этом в процессе создания текста в сотворчестве группы писателей на первое место выходит сам процесс игры, по выражению Е. Исаковой, «наслаждение, получаемое участниками от этого процесса, а не удовлетворение социального запроса читателей».

## Издания
- Летающие кочевники : Главы 1—2 // Костёр. — 1968. — № 7. — С. 17—28.
- Летающие кочевники : Глава 3 // Костёр. — 1968. — № 8. — С. 42—49.
- Летающие кочевники : Главы 4—5 // Костёр. — 1968. — № 9. — С. 46—53.
- Летающие кочевники : Главы 6—7 // Костёр. — 1968. — № 10. — С. 33—42.
- Летающие кочевники : Главы 8 и эпилог // Костёр. — 1968. — № 11. — С. 42—48.
- Летающие кочевники: Фантастическая повесть, где авторы, сменяя друг друга, придумывают главу за главой // Советская научно-фантастическая повесть-буриме. Том I / Ил. А. Скалозубова. — Salamandra P. V. V., 2014. — 138 с. — (Polaris: Путешествия, приключения, фантастика. XLVI).